# Curva piana
In matematica una curva piana è una curva che giace interamente in un (unico) piano ed è identificabile da una funzione continua {\displaystyle \alpha :I\to \mathbb {R} ^{2}}, dove {\displaystyle I} è un intervallo nell'insieme dei numeri reali. Ad esempio, una curva su uno spazio euclideo di dimensione maggiore di 2 è piana se il suo supporto giace su un piano contenuto nello spazio euclideo in cui è definita.
L'immagine di una curva viene anche chiamata supporto della curva. Talvolta si usa l'espressione "curva" anche per indicare il supporto di una curva.

## Prime considerazioni
Le curve piane sono oggetti geometrici ampiamente studiati, fin dall'antichità, con obiettivi non solo di tipo matematico. La collezione delle curve che sono state studiate in termini matematici è molto varia e complessa, e conviene rilevare subito alcune distinzioni.
Una curva piana si dice semplice se non si autointerseca, ovvero se per ogni {\displaystyle t_{1}\neq t_{2}\in I} si ha {\displaystyle \alpha (t_{1})\neq \alpha (t_{2})}. In caso contrario si dice dotata di punti doppi, tripli, e così via.
Un'altra distinzione riguarda il fatto che una curva piana sia limitata, cioè abbia come supporto un sottoinsieme limitato di {\displaystyle \mathbb {R} ^{2}}, oppure sia illimitata. Curve piane limitate sono le ellissi e le lemniscate, mentre sono illimitate le iperboli e le spirali.

## Rappresentazioni

### Rappresentazione in forma cartesiana esplicita
Un tipo di rappresentazione della curva piana è l'equazione:
{\displaystyle y=f(x)}
tale che ad ogni punto {\displaystyle x} corrisponde un punto {\displaystyle y}, e in modo che ogni punto {\displaystyle (x,y)} del piano rappresenti il supporto della curva. Una curva di questo tipo si dice anche grafico in riferimento al grafico delle funzioni reali. In effetti la rappresentazione si può anche scrivere come:
{\displaystyle \alpha (t)=(t,f(t))}
cioè come funzione di una variabile indipendente. Questa rappresentazione ha molti limiti geometrici derivanti dal fatto che una curva molto spesso ha una descrizione molto complessa in questa forma, non adatta allo studio delle proprietà geometriche.

### Rappresentazione in forma cartesiana implicita
Una curva si può rappresentare anche nella forma:
{\displaystyle F(x,y)=0}
cioè come funzione di due variabili indipendenti. Sebbene questa rappresentazione sia per alcune finalità migliore di quella esplicita si possono incontrare problemi quando è necessario esplicitare una variabile in funzione dell'altra, cosa che non è nemmeno sempre possibile.

### Rappresentazione parametrica
La migliore rappresentazione è sicuramente quella parametrica, del tipo:
{\displaystyle \alpha :{\begin{cases}x=\phi (t)\\y=\psi (t)\end{cases}}}
oppure:
{\displaystyle \alpha (t)=(\phi (t),\psi (t))}
dove {\displaystyle t\in I} si chiama parametro. La condizione di continuità non basta per rappresentare e studiare le curve intese come oggetti filiformi ad una dimensione con le caratteristiche di regolarità volute. La condizione aggiuntiva è che la curva piana sia differenziabile entro {\displaystyle I}.
Una curva piana parametrica {\displaystyle \alpha (t)=(\phi (t),\psi (t))} si dice differenziabile in ogni punto se le funzioni {\displaystyle \phi (t)} e {\displaystyle \psi (t)} hanno derivate continue in ogni punto. Una curva piana differenziabile si dice regolare in un punto {\displaystyle t_{0}} se {\displaystyle \alpha '(t_{0})=(\phi '(t_{0}),\psi '(t_{0}))\neq (0,0)} e regolare in I se {\displaystyle \alpha '(t)\neq (0,0)} in ogni punto di I. Un punto in cui si abbia {\displaystyle \alpha '(t_{0})=(0,0)} si dice che è un punto singolare per la curva.

## Retta tangente
La regolarità della curva permette di definire la retta tangente alla curva. Sia {\displaystyle \alpha (t)} una curva differenziabile e {\displaystyle P_{0}=\alpha (t_{0})} un punto regolare. Si può definire la retta tangente alla curva in quel punto come la retta passante per {\displaystyle P_{0}} parallela al vettore {\displaystyle \alpha '(t_{0})=(\phi '(t_{0}),\psi '(t_{0}))}.
La retta tangente ha equazione cartesiana nel punto {\displaystyle t_{0}}:
{\displaystyle \psi '(t_{0})\cdot (\phi (t_{0})-\phi )-\phi '(t_{0})\cdot (\psi (t_{0})-\psi )=0}
e equazioni parametriche:
{\displaystyle {\begin{cases}\phi =\phi '(t_{0})(t-t_{0})+\phi (t_{0})\\\psi =\psi '(t_{0})(t-t_{0})+\psi (t_{0})\end{cases}}}
Nel caso di curva rappresentata esplicitamente da un'equazione {\displaystyle y=f(x)}, la retta tangente nel punto {\displaystyle (x_{0},y_{0})} è data:
{\displaystyle f'(x_{0})\cdot (x-x_{0})-(y-y_{0})=0}
mentre nel caso di una curva rappresentata da un'equazione implicita {\displaystyle F(x,y)=0} la retta tangente nel punto {\displaystyle (x_{0},y_{0})} è data da:
{\displaystyle F_{x}\cdot (x-x_{0})+F_{y}(y-y_{0})=0}

## Retta normale
La regolarità della curva permette di definire anche la retta normale alla curva nel punto {\displaystyle t_{0}} di equazione cartesiana:
{\displaystyle \phi '(t_{0})\cdot (\phi (t_{0})-\phi )+\psi '(t_{0})\cdot (\psi (t_{0})-\psi )=0}
Nel caso di curva rappresentata esplicitamente:
{\displaystyle f'(x_{0})\cdot (y-y_{0})+(x-x_{0})=0}
mentre per il caso di curva rappresentata implicitamente:
{\displaystyle F_{y}\cdot (x-x_{0})-F_{x}\cdot (y-y_{0})=0}

## Coseni direttori
Dalla definizione stessa di derivata si ottiene:
{\displaystyle {\frac {\psi '(t)}{\phi '(t)}}=\tan \theta }
che geometricamente rappresenta la pendenza della retta tangente, cioè la tangente goniometrica dell'angolo che la retta tangente forma con l'asse orizzontale x. Da questa relazione si possono estrarre i coseni direttori della retta tangente:
{\displaystyle \cos \theta =\pm {\frac {\phi '(t)}{\sqrt {\phi '(t)^{2}+\psi '(t)^{2}}}}\qquad \sin \theta =\pm {\frac {\psi '(t)}{\sqrt {\phi '(t)^{2}+\psi '(t)^{2}}}}}

## Riparametrizzazione
Data una curva {\displaystyle \alpha :I\to \mathbb {R} ^{2}} differenziabile e una funzione {\displaystyle t=t(s)} definita sull'intervallo {\displaystyle S\to I} allora la curva:
{\displaystyle \beta =\alpha \circ t:S\to \mathbb {R} ^{2}}
tale che per ogni {\displaystyle s\in S} si ha {\displaystyle \beta (s)=\alpha (t(s))} è una riparametrizzazione della curva {\displaystyle \alpha }. La riparametrizzazione è regolare se {\displaystyle t(S)=I} e {\displaystyle t'(s)\neq 0}.
Si mostra che se {\displaystyle \beta =\alpha \circ t} è una riparametrizzazione di {\displaystyle \alpha } tramite {\displaystyle t=t(s)} allora:
{\displaystyle \beta '(s)={\frac {dt}{ds}}\alpha '(t(s))}
Infatti, se {\displaystyle \alpha (t)=(\phi (t),\psi (t))} allora {\displaystyle \beta (s)=(\phi (t(s)),\psi (t(s)))} e per la regola di derivazione delle funzioni composte si ottiene:
{\displaystyle {\frac {d\phi (t(s))}{ds}}={\frac {d\phi }{dt}}\cdot {\frac {dt}{ds}}\qquad {\frac {d\psi (t(s))}{ds}}={\frac {d\psi }{dt}}\cdot {\frac {dt}{ds}}}
e così si ha:
{\displaystyle \beta '(s)={\frac {dt}{ds}}\left({\frac {d\phi }{dt}},{\frac {d\psi }{dt}}\right)={\frac {dt}{ds}}\alpha '(t(s))}

## Lunghezza di una curva

### Lunghezza in forma parametrica
Sia data {\displaystyle \alpha (t)=(\phi (t),\psi (t))} differenziabile e {\displaystyle [a,b]\subseteq I}. Allora la lunghezza dell'arco di curva compreso tra {\displaystyle [\alpha (a),\alpha (b)]} vale:
{\displaystyle {\mbox{Lungh}}(\alpha )=\int _{a}^{b}\|\alpha '(t)\|dt=\int _{a}^{b}{\sqrt {\phi '(t)^{2}+\psi '(t)^{2}}}\cdot dt}
Si aggiunga che, se {\displaystyle \beta (s)} è una riparametrizzazione della curva, allora:
{\displaystyle {\mbox{Lungh}}(\alpha )={\mbox{Lung}}(\beta )=\int _{a}^{b}\|\alpha '(t)\|dt=\int _{a}^{b}\|\beta '(s)\|ds}

### Lunghezza in forma cartesiana esplicita
Se la curva è rappresentata in forma cartesiana esplicita:
{\displaystyle y=f(x)}
cioè:
{\displaystyle F(x,y)=y-f(x)=0}
allora, sapendo che:
{\displaystyle {\frac {\partial F}{\partial y}}=1}
e che:
{\displaystyle {\frac {\partial F}{\partial x}}=-{\frac {df(x)}{dx}}}
applicando il teorema di Pitagora ad elementi infinitesimali, ed integrando nell'intervallo di variazione dell'ascissa, la lunghezza della curva è data da:
{\displaystyle {\mbox{Lungh}}(y)=\int _{a}^{b}{{\sqrt {1+\left({\frac {dy}{dx}}\right)^{2}}}\cdot dx}}

### Parametrizzazione in coordinate polari piane
Una forma di parametrizzazione che assume importanza notevole nello studio della matematica, della geometria e in molti campi di applicazione della matematica è quella in coordinate polari piane. Data una curva che ha parametrizzazione in coordinate polari piane in forma cartesiana:
{\displaystyle r=r(\theta )\qquad c\leq \theta \leq d}
e in forma parametrica con parametro {\displaystyle \theta }:
{\displaystyle {\begin{cases}\phi (\theta )=r(\theta )\cos \theta \\\psi (\theta )=r(\theta )\sin \theta \end{cases}}}
allora sue derivate sono:
{\displaystyle {\begin{cases}\phi '(\theta )=r'(\theta )\cos \theta -r(\theta )\sin \theta \\\psi '(\theta )=r'(\theta )\sin \theta +r(\theta )\cos \theta \end{cases}}}
di modo che la lunghezza della curva sia uguale a:
{\displaystyle {\text{Lungh}}=\int _{c}^{d}{\sqrt {\phi '(\theta )^{2}+\psi '(\theta )^{2}}}\cdot \mathrm {d} \theta =\int _{c}^{d}{\sqrt {r(\theta )^{2}+r'(\theta )^{2}}}\mathrm {d} \theta =\int _{c}^{d}{\sqrt {r(\theta )^{2}+\left({\frac {dr}{d\theta }}\right)^{2}}}\cdot \mathrm {d} \theta }

## Ascissa curvilinea
Si definisce ascissa curvilinea oppure parametro lunghezza arco la riparametrizzazione particolare ottenuta fissando l'estremo inferiore di integrazione {\displaystyle a} in modo che l'integrale:
{\displaystyle s(t)=\int _{a}^{t}\|\alpha '(u)\|du}
dipenda solo dall'estremo superiore {\displaystyle t} inteso come variabile. Questa funzione è la lunghezza dell'arco di curva a partire da un punto fisso {\displaystyle a} e può avere segno. Si può sempre riparametrizzare la curva nell'ascissa curvilinea. In tal modo se si vuole calcolare la retta tangente in un punto, si sa che essa è parallela ad un vettore tangente unitario, cioè ad un versore. Si dimostra che si può sempre riparametrizzare una curva tramite l'ascissa curvilinea nel modo seguente:
dato che {\displaystyle s'(t)=\|\alpha '(t)\|>0} allora si può invertire {\displaystyle s(t)} e se la sua inversa è {\displaystyle t=t(s)} allora si ha la riparametrizzazione ascissa curvilinea data da:
{\displaystyle \beta (s)=\alpha (t(s))}
Si dimostra poi che il vettore tangente è unitario nel modo seguente:
{\displaystyle \|\beta '(s)\|=\left|{\frac {dt}{ds}}\right|\cdot \|\alpha '(t)\|={\frac {1}{|s'(t)|}}\|\alpha '(t)\|={\frac {\|\alpha '(t)\|}{\|\alpha '(t)\|}}=1}

## Curvatura
Sia {\displaystyle \beta (s)} una curva parametrizzata secondo l'ascissa curvilinea e {\displaystyle \beta '(s)} il suo versore tangente. Si considera la funzione {\displaystyle k(s):S\to \mathbb {R} } che associa ad ogni {\displaystyle s\in S} il valore {\displaystyle k(s)=\|\beta ''(s)\|}. La funzione {\displaystyle k(s)\geq 0} è la curvatura della curva.
Se la curva è rappresentata esplicitamente, la sua curvatura è:
{\displaystyle k={\frac {f''(x)}{\left(1+f'^{2}\right)^{3/2}}}}
mentre per una curva rappresentata da un'equazione implicita:
{\displaystyle k={\frac {F_{y}^{2}\cdot F_{xx}-2F_{x}\cdot F_{y}\cdot F_{xy}+F_{x}^{2}\cdot F_{yy}}{\left(F_{x}^{2}+F_{y}^{2}\right)^{3/2}}}}

## Formule di Frenet
Una curva (sufficientemente regolare) nello spazio ha in ogni suo punto un sistema di riferimento, detto triedro di Frenet, dato da una terna di vettori tangente, normale e binormale. Tale curva è piana precisamente quando il vettore binormale è sempre costante.
Sia {\displaystyle \beta (s)=(\phi (s),\psi (s))} una curva parametrizzata secondo l'ascissa curvilinea. Il versore tangente è dato da:
{\displaystyle T(s)=\beta '(s)=(\phi '(s),\psi '(s))}
Il versore normale è dato da:
{\displaystyle N(s)=i\cdot T(s)=(-\psi '(s),\phi '(s))}
dove {\displaystyle i} è l'unità immaginaria. Sfruttando la definizione di curvatura si può dare un'altra forma al versore normale:
{\displaystyle N(s)={\frac {T'(s)}{\|T'(s)\|}}={\frac {T'(s)}{k(s)}}v}
Si dimostra che il vettore {\displaystyle T'} è ortogonale a {\displaystyle T} e quindi parallelo ad {\displaystyle N}.
In definitiva le formule di Frenet e la curvatura per una curva piana con parametrizzazione qualsiasi {\displaystyle \alpha (t)=(\phi (t),\psi (t))} sono:
{\displaystyle T(t)={\frac {\alpha '(t)}{\|\alpha '(t)\|}}\qquad N(t)={\frac {i\cdot \alpha '(t)}{\|\alpha '(t)\|}}\qquad k(t)={\frac {\alpha ''(t)\cdot (i\alpha '(t))}{\|\alpha '(t)\|^{3}}}}